# Victon
Victon (hangul: 빅톤; rr: Bikton, muitas vezes estilizado como VICTON; acrônimo para Voice To New World) é um grupo masculino sul-coreano formado pela Play M Entertainment em 2016. Consiste em sete integrantes, sendo eles: Seungsik, Seungwoo, Chan, Sejun, Hanse, Byungchan e Subin.

## História

### 2016: Pré-debut eVoice To New World
Em 27 de agosto de 2016, a Plan A Entertainment divulgou detalhes sobre estrear um novo grupo masculino (anteriormente conhecidos como Plan A Boys) e seu primeiro reality show Me&7Men, que iria mostrar a preparação do grupo para a estreia. O primeiro episódio foi exibido em 30 de agosto na Mnet.
Em 1 de setembro, os integrantes Seungsik, Sejun e Hanse lançaram um single digital colaborativo com o colega de gravadora Huh Gak, intitulado Begin Again, que foi acompanhado pelo videoclipe onde foi estrelado por Huh Gak e os sete membros do Victon.
Em 1 de novembro, foi revelado um teaser revelando a data de estreia oficial do grupo, programado para 9 de novembro. No dia seguinte, a Plan A Entertainment lançou diversos teasers individuais para os integrantes Sejun, Byungchan, Subin e Hanse. 
Em 4 de novembro, os teasers dos membros Seungwoo, Chan e Seungsik foram lançados, juntamente com um vídeo performance para o single What Time Is It Now?, uma faixa de seu primeiro extended play.
Em 9 de novembro, o grupo realizou sua estreia oficial com o lançamento do EP Voice To New World, acompanhado da faixa promocional I'm Fine. O grupo promoveu as canções What Time Is It Now? e I'm Fine em diversos programas musicais.

### 2017:Ready,IdentityeFrom.VICTON
Em 2 de março de 2017, Victon lançou seu segundo extended play, intitulado Ready. O EP consiste em cinco faixas, incluindo o single promocional Eyez Eyez. No mesmo dia, o grupo anunciou suas cores oficiais: Blue Atoll e Blazing Yellow. Também foi anunciado que o nome oficial do fandom seria ALICE, que significa Always we Love the voICE. A performance de retorno do grupo ocorreu no programa musical M! Countdown.
Em 11 de agosto, o grupo performou no Expo K-Content Europe Central 2017 em Varsóvia, Polônia no Torwar Arene com suas músicas I'm Fine e Eyez Eyez.
Em 23 de agosto, o grupo lançou seu terceiro EP, intitulado Identy, que consiste em cinco faixas, incluindo a principal Unbelievable.
No dia 22 de setembro, a Victon participou e atuou na KCON Australia. Eles performaram Unbelieveable, Blank e Eyez Eyez. Eles também realizaram uma apresentação especial onde performaram Fire do BTS. Eles já haviam realizado um cover desta musica anteriormente
Em 9 de novembro, Victon realizou seu comeback com o lançamento do terceiro EP, From.VICTON no mesmo dia de aniversário de 1 ano do grupo. Todas as seis faixas, incluindo a principal Remember Me, foram escritas pelo membro Hanse. O videoclipe para Remember Me teve a presença Hayoung, integrante do Apink e colega de gravadora do grupo, que atuou como atriz.

## Integrantes
| Nome Artístico | Nome Artístico | Nome de Nascimento | Nome de Nascimento | Data de Nascimento               | Local de Nascimento | Posição no Grupo                                 |
| Romanizado     | Hangul         | Romanizado         | Hangul             | Data de Nascimento               | Local de Nascimento | Posição no Grupo                                 |
| -------------- | -------------- | ------------------ | ------------------ | -------------------------------- | ------------------- | ------------------------------------------------ |
| Seungsik       | 승식           | Kang Seungsik      | 강승식             | 16 de abril de 1995 (29 anos)    | Gyeonggi-do         | Líder e Vocalista Principal.                     |
| Seungwoo       | 승우           | Han Seungwoo       | 한승우             | 24 de dezembro de 1994 (30 anos) | Busan               | Vocalista Líder, Rapper Líder e Dançarino Líder. |
| Chan           | 찬             | Heo Chan           | 허찬               | 14 de dezembro de 1995 (29 anos) | Busan               | Dançarino Principal e Vocalista Guia.            |
| Sejun          | 세준           | Im Sejun           | 임세준             | 4 de maio de 1996 (28 anos)      | Seongnam            | Vocalista Líder, Visual e Centro.                |
| Hanse          | 한세           | Do Hanse           | 도한세             | 25 de setembro de 1997 (27 anos) | Incheon             | Rapper Principal e Dançarino Líder.              |
| Byungchan      | 병찬           | Choi Byungchan     | 최병찬             | 12 de novembro de 1997 (27 anos) | Seongnam            | Vocalista Guia, Visual e Face.                   |
| Subin          | 수빈           | Jung Subin         | 정수빈             | 5 de abril de 1999 (25 anos)     | Seongnam            | Vocalista Guia, Rapper de Apoio e Maknae.        |

- Em 2019, Seungsik assumiu a posição de líder enquanto Seungwoo promovia com o grupo X1.
- Em 2020, Seungwoo voltou a promover com o victon.
- Face é um termo utilizado para determinar o integrante que representa um grupo de K-Pop; geralmente é o mais popular deste.
- Center é um termo utilizado para determinar o integrante que geralmente permanece no centro das coreografias.
- Maknae é um termo utilizado para determinar o integrante mais novo em um grupo de K-Pop.

## Discografia

### Extended plays
| Título                                                                                     | Detalhes do álbum | Melhor posição nas paradas | Melhor posição nas paradas | Vendas                      |
| Título                                                                                     | Detalhes do álbum | KOR                        | JPN                        | Vendas                      |
| ------------------------------------------------------------------------------------------ | --- | -------------------------- | -------------------------- | --------------------------- |
| Voice to New World                                                                         | - Lançamento: 9 de novembro de 2016 - Gravadora: Plan A Entertainment, LOEN Entertainment - Formatos: CD, digital download Track listing 1. What Time Is It Now? 2. I'm Fine (아무렇지 않은 척) 3. Beautiful 4. Your Smile and You (날 보며 웃어준다) 5. The Chemistry 6. #Begin Again (#떨려 (Victon version)                            | 11                         | —                          | - KOR: 14,947+              |
| Ready                                                                                      | - Lançamento: 2 de março de 2017 - Gravadora: Plan A Entertainment, LOEN Entertainment - Formatos: CD, digital download Track listing 1. Eyez Eyez 2. In the Air 3. Blank (얼타) 4. This Bad.. (이 나쁜..) 5. Sunrise | 6                          | —                          | - KOR: 27,395+              |
| Identity                                                                                   | - Lançamento: 23 de agosto de 2017 - Gravadora: Plan A Entertainment, LOEN Entertainment - Formatos: CD, digital download Track listing 1. Unbelievable (말도 안돼) 2. Take It Away (뺏길까봐) 3. Slow Goodbye (느린 이별) 4. Flower 5. Light                                                                                             | 6                          | 50                         | - KOR: 21,371+ - JPN: 1,096 |
| From. VICTON                                                                               | - Lançamento: 9 de novembro de 2017 - Gravadora: Plan A Entertainment, LOEN Entertainment - Formatos: CD, digital download Track listing 1. Remember Me (나를 기억해) 2. Because of You (사랑하기 때문에) 3. Have a Good Night (Stage version) 4. Don't Turn Around (뒤돌지마) 5. Timeline 6. Remember Me (나를 기억해 (Acoustic version) | 14                         | —                          | - KOR: 10,743+              |
| nostalgia                                                                                  | - Lançamento: 4 de novembro de 2019 - Gravadora: Play M Entertainment - Formatos: CD, digital download Track listing 1. Intro (nostalgia) 2. Nostalgic Night (그리운 밤) 3. New World 4. Farewell (걱정이 돼서) 5. Here I am 6. Hands Up                                                                                                  | 4                          | —                          | - KOR: 74,103+              |
| "—" indica lançamentos que não apresentaram gráficos ou não foram divulgados nessa região. | |                            |                            |                             |

### Singles
| "#Begin Again" (#떨려)                                                                     | 2016 | 85  | — | - KOR: 17,447+    | Plan A Second Episode |  |  |
| "I'm Fine" (아무렇지 않은 척)                                                              | 2016 | —   | — | - KOR: —          | Voice to New World    |  |  |
| "Eyez Eyez"                                                                                | 2017 | —   | — | - KOR: —          | Ready                 |  |  |
| Oasis                                                                                      | 2017 | 100 | — | - KOR: 22,488+    | Plan A Third Episode  |  |  |
| "Unbelieveable"                                                                            | 2017 | —   | — | - KOR: —          | Identity              |  |  |
| "Remember Me"                                                                              | 2017 |     |   | - KOR: —          | From.VICTON           |  |  |
| "Time of Sorrow"                                                                           | 2018 |     |   | - KOR: —          | Time of Sorrow        |  |  |
| "Nostalgic Night"                                                                          | 2019 |     |   | - KOR: 3,378,887+ | nostalgia             |  |  |
| Mayday                                                                                     | 2020 |     |   | - KOR: —          |                       |  |  |
| "—" indica lançamentos que não apresentaram gráficos ou não foram divulgados nessa região. |      |     |   |                   |                       |  |  |

## Prêmios

### MAXIM K-Model Awards
| Ano  | Categoria           | Recipiente | Resultado |
| ---- | ------------------- | ---------- | --------- |
| 2017 | Model-tainer Awards | VICTON     | Venceu    |

### Programas Musicais
| Ano  | Categoria                                | Programa | Música          |
| ---- | ---------------------------------------- | -------- | --------------- |
| 2019 | Melhor Música da Semana - 12 de Novembro | The Show | Nostalgic Night |